# Широцкий, Константин Витальевич
Константин Витальевич Широцкий (Шероцкий) (псевдоним К. Ладыженко; 1886—1919) — украинский искусствовед, историк искусства, этнограф, фольклорист, краевед. Исследовал искусство, культуру, историю, быт, обычаи, фольклор Украины и Подолья XIX — начала XX в., украинскую графику XIV—XIX вв., художественное наследие.

## Биография
Родился 26 мая (7 июня) 1886 года в селе Ольшанка Подольской губернии в семье священника.
Учился в Тульчинской духовной школе и в Подольской духовной семинарии, которую не окончил, поступив в Каменецкую художественно-промышленную школу Вячеслава Розвадовского.
С 1906 года жил в Петербурге, где окончил Археологический институт (1911) и историко-филологический факультет университета (1912), в котором был оставлен как профессорский стипендиат. Принимал активное участие в работе Научно-просветительского общества, которое объединяло украинские кружки Петербурга и кружок украиноведения при Петербургском университете, членом правления которого Широцкий был в 1908—1909 годах. C 1911 года — действительный член Российского Археологического товарищества. В 1914 году отправился в путешествие по Италии, которое было прервано начавшейся мировой войной. В 1914—1915 годах читал лекции для студентов клуба «Наша школа», основанном при украинской общине. Входил в правление Благотворительного общества издания дешёвых и полезных книг. Стал одним из основателей издательского общества «Друкарь» (1916).
В 1915—1917 годах был приват-доцентом кафедры истории и теории искусств историко-филологического факультета Петроградского университета, вёл практические занятия по истории древнерусского искусства дотатарской эпохи.
В 1915 году была напечатана работа Широцкого «Полоцкий Софийский собор». В ней он впервые опубликовал план древней Софии. Дал подробное описание кладки стен собора, которая позднее получила название «кладки со скрытым рядом». К. В. Широцкий подверг критике мнение А. М. Павлинова о том, что западные апсиды Софии более поздние. Точка зрения Шероцкого положила начало многолетней дискуссии учёных о времени сооружения западных апсид Софийского собора, и, следовательно, о первоначальном плане здания.
После Октябрьской революции был комиссаром Городенковского повета в Галиции, в 1918 году стал организатором секретариата образования в правительстве УНР, где сначала заведовал художественно-промышленным отделом, затем — секцией охраны памятников старины и искусства. Был профессором Каменец-Подольского государственного украинского университета.
Печатался в газете «Приазовский край» под псевдонимом К. Ладыженко; был автором популярных зарисовок про Галицию, Буковину, Подкарпатской Руси и других мест. Создал рукопись двухтомной истории украинского искусства.
Умер 13 сентября 1919 года в селе Белоусовка, ныне Тульчинский район Винницкой области Украины.